# Helictopleurus viettei
Helictopleurus viettei är en skalbaggsart som beskrevs av Renaud Maurice Adrien Paulian och Yves Cambefort 1984. Helictopleurus viettei ingår i släktet Helictopleurus och familjen bladhorningar. Inga underarter finns listade i Catalogue of Life.